# 巴尔古津蒿
巴尔古津蒿（学名：Artemisia bargusinensis）为菊科蒿属的植物。分布于俄罗斯、蒙古以及中国大陆的黑龙江等地，生长于海拔800米的地区，一般生于草地、中、低海拔地区的山坡以及林缘等地区，目前尚未由人工引种栽培。